# Laura Luchetti
Laura Luchetti, née à Rome en 1974, est une scénariste et réalisatrice italienne,.

## Biographie
Laura Luchetti est présente au Festival international du film de Toronto 2018 où son film  Fiore gemello est récompensé par le Prix découverte FIPRESCI.

## Filmographie
- 2009 : Feisbum, segments Indian Dream et Finché morte non ci separi
- 2010 : Febbre da fieno (it)
- 2018 : Fiore gemello
- 2023 : Le Bel Été (La bella estate)
- 2025 : Le Guépard (Il gattopardo) de Tom Shankland, Giuseppe Capotondi, Laura Luchetti (série télévisée)

## Distinctions
- 2018 : pour Fiore gemello
  - Festival international du film de Toronto 2018 : mention honorable de la FIPRESCI, prix Découverte du jury[5].
  - Festival du film italien de Villerupt 2018 : Amilcar du jury jeunes[6].